# جدید (لیبی)
جدید (به عربی: جدید) یک منطقهٔ مسکونی در لیبی است که در استان سبها واقع شده‌است. جدید ۴۲۳ متر بالاتر از سطح دریا واقع شده‌است.